# Субтропічний циклон

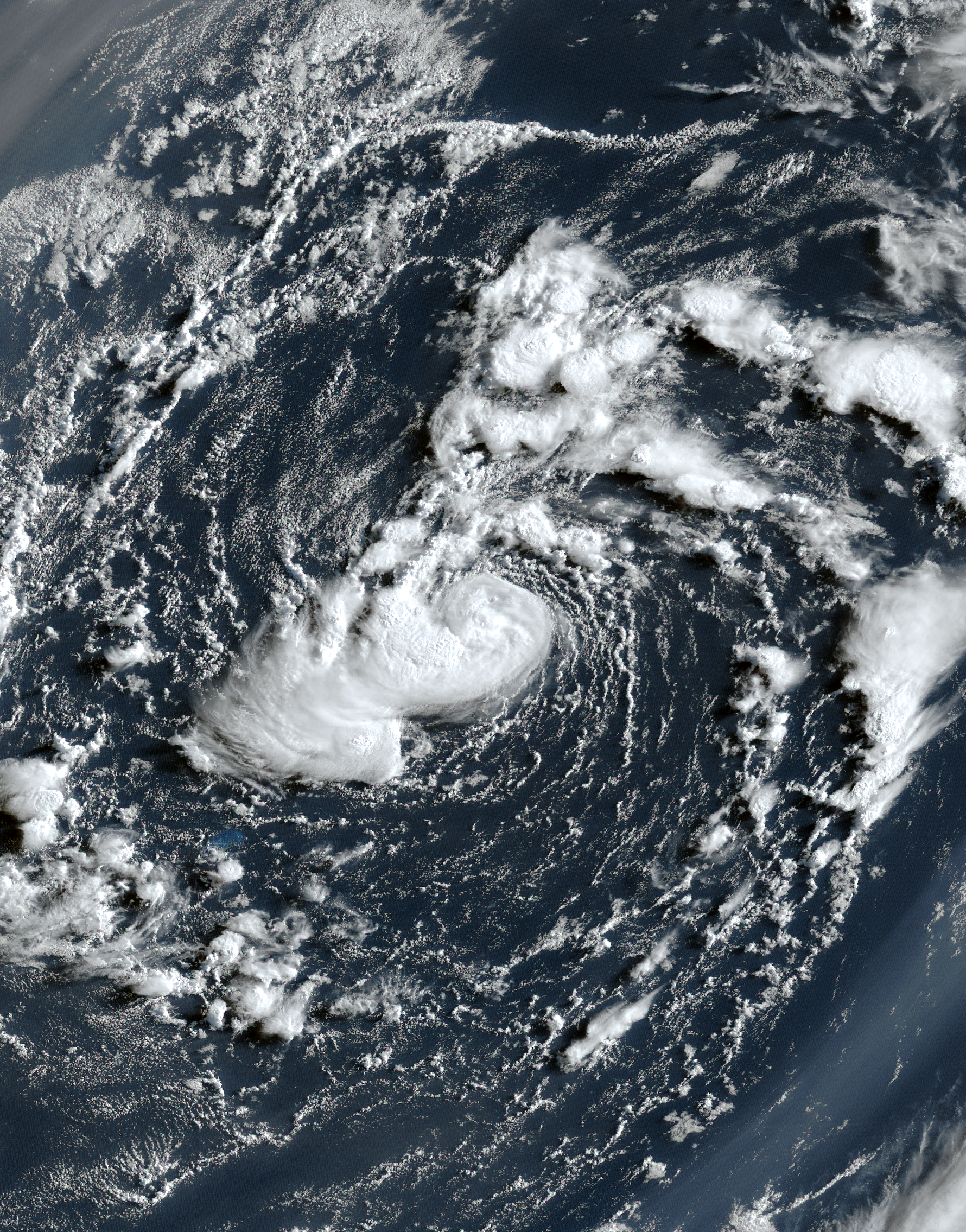
Субтропічний шторм Ана 2021 року в Атлантичному океані

Субтропічний циклон — погодна система, що має характеристики як тропічного, так і позатропічного циклону. Ще в середині 20 століття існували різні думки щодо характеристик та класифікації подібних циклонів. Національний ураганний центр США почав визнавати їх з 1972 року, тоді ж субтропічні циклони почали отримувати назви із офіційних списків тропічних циклонів басейнів Атлантичного та південно-східного Індійського океанів.
Існує два дещо відмінних формальних визначення субтропічного циклону. В Атлантичному та Індійському океанах вони мають мати центральну зону конвекції відносно близько до центру і формувати тепліюче ядро у середніх шарах тропосфери. На півночі Тихого океану циклон має відділитися від головного поясу західних вітрів та мати відносно слабку циркуляцію на рівні поверхні. Субтропічні циклони загалом мають сильні вітри на великій площі, із вітрами максимальної швидкості далі від центру, ніж у тропічних циклонів, та не мають пов'язаних із центральною зоною атмосферних фронтів.
Субтропічні циклони виникають з позатропічних, що мають холодне ядро, нетипове для тропіків, через що для їх підтримки достатньо температур, нижчих ніж для підтримки тропічних циклонів приблизно на 3 °C, тобто близько 23 °C. Через це субтропічні циклони частіше формуються поза межами звичайного сезону ураганів.